# Lee Chin-bum

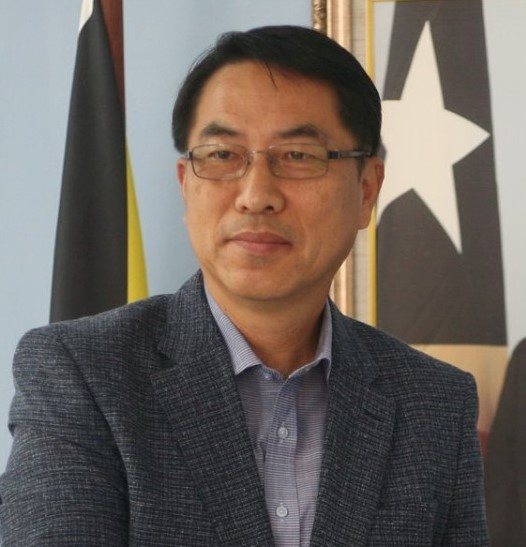
Botschafter Lee Chin-bum (2019)

Lee Chin-bum ist ein südkoreanischer Diplomat.
Am 19. Januar 2018 übergab Lee seine Akkreditierung als Botschafter Südkoreas in Osttimor an Staatspräsident Francisco Guterres. Lee folgt damit im Amt Kim Ki-nam.
Am 17. November 2020 erfolgte die offizielle Verabschiedung Lees aus seiner Amtszeit als Botschafter in Osttimor.